# يوكا أيساكا
يوكا أيساكا (相坂 優歌 Aisaka Yūka، ولدت في سبتمبر 5، 1990) هي ممثلة صوت ومغنية يابانية من محافظة تشيبا، ومتحالفة مع أبت برو.

## أفلامها

### الرسوم المتحركة التلفزيوني
- أساكورا الرائعة بارك (2014), موسى[1]
- سيكون توأم الذيل!! (2014) ، ذيل الأزرق[2]
- ساكورا خدعة (2014), Kotone نودا[3]
- Jinsei (2014), Nanase
- Dragonar الأكاديمية (2014), Orletta بلان
- Etotama (2015), Usatan[4]
- مدينة قلعة الهندباء (2015) ، هناء الشركة ساتو[5]
- الرجولة فشل فارس (2015), كاغامي كوساكابي[6]
- Shomin العينة (2015), Kae Tōjō
- نشط Raid (2016), هيناتا Yamabuki[7]
- أنج Vierge (2016), Miumi هيناتا[8]
- القرية المفقوذة (2016) ، ماساكي[9]

### ألعاب الفيديو
- أنج Vierge: الثانية اللجنة التأديبية الفتيات معركة (2014), Miumi هيناتا
- أتيليه صوفي: الخيميائي غامضة كتاب (2015) صوفي Neuenmuller - الرواية[2]
- كاهنة الاتصال (2015), المراقبة الدولية, Nebia
- ووريورز كل النجوم (2017) صوفي Neuenmuller

## ديسكو

### الفردي
| تاريخ الإصدار                | العنوان           | كتالوج لا.    | كتالوج لا.     | الذروة أوريكون الترتيب |
| تاريخ الإصدار                | العنوان           | محدودة الطبعة | العادية الطبعة | الذروة أوريكون الترتيب |
| ---------------------------- | ----------------- | ------------- | -------------- | ---------------------- |
| 27 كانون الثاني / يناير 2016 | "Tōmei نا Yozora" | VTZL-106      | VTCL-35221     | 44                     |
| 3 أغسطس 2016                 | "أزرق الاسكواش"   | VTZL-114      | VTCL-35234     |                        |

## وصلات خارجية
- يوكا أيساكا على موقع IMDb (الإنجليزية)
- يوكا أيساكا على موقع ميوزك برينز (الإنجليزية)
- يوكا أيساكا على موقع أول ميوزيك (الإنجليزية)
- يوكا أيساكا على موقع ديسكوغز (الإنجليزية)
- يوكا أيساكا على موقع قاعدة بيانات الفيلم (الإنجليزية)
- يوكا أيساكا على موقع ANN person (الإنجليزية)
- Yūka Aisaka Profile at Apte Pro